# Rat für Forschung und Technologieentwicklung
Der Rat für Forschung und Technologieentwicklung (FTE-Rat) war ein Beratungsorgan der Österreichischen Bundesregierung mit Sitz in Wien. Er wurde im Jahr 2000 gegründet und erhielt 2004 den Rechtstitel als juristische Person des öffentlichen Rechts. Seine Organe waren die Ratsversammlung und die Geschäftsführung. Er wurde mit 30. Juni 2023 aufgelöst. Der Rat für Forschung und Technologieentwicklung und der österreichische Wissenschaftsrat wurden vom Rat für Forschung, Wissenschaft, Innovation und Technologieentwicklung (FORWIT) abgelöst. Die Besetzung der entsprechenden Positionen verzögerte sich, sodass der neue Rat seine Arbeit bis November 2023 nicht aufnehmen konnte. Ende November wurden die zwölf Ratsmitglieder, die von der Bundesregierung besetzt wurden, bekanntgegeben.

## Aufgaben
Der FTE-Rat hatte folgende gesetzliche Aufgaben:
1. Abgabe von Empfehlungen für eine Stärkung der Position Österreichs in internationalen Forschungs- und Technologiekooperationen,
2. Ausarbeitung von Vorschlägen für ein Monitoring aller forschungs-, innovations- und technologieorientierten Einrichtungen mit Beteiligung des Bundes unter Berücksichtigung internationaler Standards,
3. Ausarbeitung von Vorschlägen für Schwerpunkte für die nationalen Forschungs- und Technologieprogramme und für die Förderungspolitik aller forschungs-, innovations- und technologieorientierten Einrichtungen mit Beteiligung des Bundes,
4. Ausarbeitung von Vorschlägen für eine langfristige österreichische Strategie für den Bereich Forschung und Technologieentwicklung sowie eine Überprüfung der schrittweisen Umsetzung,
5. autonome Erstattung von Vorschlägen für nationale Forschungs- und Technologieprogramme unter Berücksichtigung internationaler Forschungs- und Technologiekooperationsprogramme aller forschungs-, innovations- und technologieorientierten Einrichtungen mit Beteiligung des Bundes,
6. Beratung der Bundesregierung und auf Wunsch auch eines Bundesministers alleine oder einer Landesregierung in allen Fragen betreffend Forschung, Technologie und Innovation,
7. Erstellung von Vorschlägen zur Verbesserung der Kooperation von Wirtschaft und Wissenschaft, insbesondere durch Zusammenführung von universitärer Forschung und angewandter Forschung und Technologieentwicklung in den Unternehmen.

## Ratsversammlung
Die Ratsversammlung bestand aus sechs stimmberechtigten Mitgliedern, die jeweils für eine Funktionsperiode von 5 Jahren ernannt wurden. Das Vorschlagsrecht für jeweils vier Mitglieder hatten das Bundesministerium für Bildung, Wissenschaft und Forschung und das Bundesministerium für Verkehr, Innovation und Technologie. Eine einmalige Wiederbestellung war möglich. Mit Stand November 2020 waren folgende Persönlichkeiten aus Wissenschaft und Wirtschaft Mitglieder:
- Sylvia Schwaag Serger, Professorin am Institut für Wirtschaftsgeschichte der Universität Lund, Vorsitzende des Rates.[9]
- Sabine Herlitschka, Vorstandsvorsitzende der Infineon Technologies Austria AG, Stellvertretende Vorsitzende des Rates.
- Jakob Edler, Geschäftsführender Institutsleiter, Fraunhofer-Institut für System- und Innovationsforschung ISI
- Hermann Hauser, Unternehmensgründer, Computer- und Risikokapitalunternehmer
- Helga Nowotny, Ehemalige Präsidentin Europäischer Forschungsrat, Vorstand ERA Council Forum Austria
- Sonja Sheikh, Geschäftsführerin der Austrian Cooperative Research

2022 löste Sylvia Schwaag Serger die bisherige Vorsitzende Klara Sekanina ab, die sich aus gesundheitlichen Gründen aus dem Gremium zurückziehen musste.
Im Oktober 2020 wurde Klara Sekanina Vorsitzende des Rates und Sabine Herlitschka stellvertretende Vorsitzende.
Bis zum 5. September 2020 war Hannes Androsch Vorsitzender, dessen Stellvertreter war Markus Hengstschläger. Die restlichen sechs Räte (Jakob Edler, Hermann Hauser, Sabine Herlitschka, Helga Nowotny, Sylvia Schwaag Serger und Klara Sekanina) führten die Geschäfte interimistisch weiter und wählten einen neuen Vorsitzenden und dessen Stellvertreter.
2015 ausgeschiedene Mitglieder sind: Peter Skalicky (Technische Universität Wien), Renée Schroeder (Universität Wien), Marianne Hilf (Universität St. Gallen), Gabriele Ambros (Bohmann Verlag), Karin Schaupp, Gi Eun Kim (Seokyeong University)
2010 ausgeschiedene Mitglieder sind: Knut Consemüller (Böhler-Uddeholm), Günther Bonn (Universität Innsbruck), Dervilla Donnelly (University College Dublin), Albert Hochleitner (Siemens AG Österreich), Reinhard Petschacher (Infineon Technologies AG), Hans Schönegger (Lakeside Science & Technology GmbH), Jürgen Stockmar (Magna International) und Gabriele Zuna-Kratky (Technischen Museums Wien)
2005 ausgeschiedene Mitglieder sind: Hermann Kopetz (TU Wien), Ingeborg Hochmair-Desoyer (Fa. MED-EL GesmbH) und Gottfried Brem (VMU Wien).
Nicht stimmberechtigte Mitglieder der Ratsversammlung waren der Bundesminister für Bildung, Wissenschaft und Forschung, der Bundesminister für Verkehr, Innovation und Technologie, der Bundesminister für Digitalisierung und Wirtschaftsstandort und der Bundesminister für Finanzen.

## Geschäftsführung
Der Rat wurde von der Geschäftsstelle organisatorisch und inhaltlich unterstützt. Dies galt insbesondere für die Vorbereitung und Durchführung von Ratssitzungen und Arbeitsgruppen sowie bei der Kommunikation. Michael Binder (2001–2005) und Ludovit Garzik (2005–2024) waren Geschäftsführer, Constanze Stockhammer (2009–2019), Johannes Gadner (2013–2021) und Alexandra Mazak-Huemer (2021–2023) waren stellvertretende Geschäftsführer.

## Arbeitsweise
Der Rat erarbeitete in Arbeitsgruppen und der Ratsversammlung Empfehlungen an die Bundesregierung und an Minister. Die Ratsversammlung tagte mehrmals jährlich und alle Empfehlungen wurden auf der Homepage des Rates veröffentlicht. Empfehlungen betrafen eher die Finanzierung einzelner Forschungsprogramme der unterschiedlichen Ministerien und Fördereinrichtungen, in der jüngeren Geschichte des Rates entwickelte er sich zunehmend zu einem Strategieorgan und fokussiert auf die Erarbeitung von FTE-Strategien. Speziell durch die Empfehlung von Programmen hat der FTE-Rat entscheidend in die Gestaltung und Ausgestaltung der Österreichischen Förderlandschaft eingegriffen. Er hat sich zu einem Key Player in der Forschungspolitik entwickelt. Seine Empfehlungen wurden zunehmend auch Grundlage für Förderentscheidungen von Fördereinrichtungen, wie beispielsweise des FWF, der FFG und der Nationalstiftung für Forschung und Technologieentwicklung. Jährlich veröffentlichte der Rat einen Tätigkeitsbericht. Seit 2010 erarbeitete der Rat im Auftrag des Ministerrats einen Bericht zur wissenschaftlichen und technologischen Leistungsfähigkeit Österreichs, der jährlich mit 1. Juni an den österreichischen Nationalrat übermittelt wurde und die Innovationsperformance Österreichs analysierte sowie mit derjenigen der führenden Länder in Europa verglich. Von 2022 bis zu seiner Auflösung publizierte der Rat mit dem FTI-Monitor eine digitale Version des Berichts. Die Nachfolgeorganisation FORWIT übernahm das Monitoring und führt es seither weiter.

## Publikationen (Auswahl)
- als Herausgeber: Digitaler Wandel und Ethik, Ecowin, Wals bei Salzburg 2020, ISBN 978-3-7110-0271-6.